# Johan Harju
Per Johan Harju (Övertorneå, 15 maggio 1986) è un ex hockeista su ghiaccio svedese, di ruolo attaccante. Fu selezionato dai Tampa Bay Lightning in 167ª posizione assoluta all'NHL Entry Draft 2007.

## Carriera

### Club
Dopo aver mosso i primi passi nella squadra della sua città natale, l'Övertorneå HF, Harju crebbe nelle giovanili del Luleå HF, con cui esordì in massima serie nella stagione 2004-2005. Rimase con la squadra svedese fino al 2009, quando, assieme al compagno di squadra Linus Omark, passò alla Dinamo Mosca in Kontinental Hockey League.
Dopo una sola stagione sbarcò in Nord America, ai Tampa Bay Lightning che lo scelsero al draft 2007; giocò tuttavia solo 10 incontri in NHL, raccogliendone invece 69 in American Hockey League col farm team dei Norfolk Admirals.
Nella stagione 2011-2012 rientrò al Luleå HF, per giocare poi le due stagioni successive sempre in Elitserien, ma con il Brynäs IF.
Per la stagione 2014-2015 ritornò in KHL, con la maglia dei finlandesi dello Jokerit, dove ritrovò Linus Omark. Questa seconda esperienza nel maggior campionato europeo durò tuttavia solo fino a gennaio del 2015, quando decise di ritornare nuovamente al Luleå HF, con cui sottoscrisse un contratto fino al termine della stagione 2018-2019.
Nel settembre del 2019 raggiunse un accordo annuale con i cechi della Dynamo Pardubice; al termine del contratto rimase svincolato per alcuni mesi, finché - a dicembre del 2019 - trovò l'accordo con il MODO Hockey. L'accordo, inizialmente di breve durata, fu poi prolungato fino al termine della stagione.
Nell'estate del 2021 firmò un contratto annuale con l'Hockey Club Val Pusteria, squadra neoiscritta alla ICE Hockey League. Al termine della stagione, chiusa con l'eliminazione al primo turno dei play-off, Harju non rinnovò il contratto e rimase alcuni mesi svincolato, prima di accettare, ad ottobre 2022, l'offerta del Mikkelin Jukurit, nella Liiga.
Dopo pochi incontri, tuttavia, fece ritorno al Val Pusteria. Anche questa seconda esperienza durò poco: al termine della stagione il contratto non gli fu rinnovato.

### Nazionale
Harju vestì numerose volte la maglia della Svezia, sia a livello giovanile (Under-18, Under-19 e Under-20) che con la selezione maggiore, con cui disputò due edizioni dei mondiali, vincendo in entrambi i casi la medaglia di bronzo.